# Callidemum
Genre
Synonymes
- Augomela Baly, 1856
- Clidonotus Chapuis, 1874
- Kurumela Gressitt, 1963
- Stethomela Baly, 1856

Callidemum est un genre d'insectes coléoptères de la famille des Chrysomelidae  et de la sous-famille des Chrysomelinae. 

## Espèces
- Callidemum aemula Weise, 1923
- Callidemum atra (Lea, 1915)
- Callidemum balyi (Jacoby, 1895)
- Callidemum chlorophana (Lea, 1903)
- Callidemum circumfusa (Baly, 1856)
- Callidemum clavareaui (Lhoste, 1934)
- Callidemum cornuta (Baly, 1875)
- Callidemum cornutum (Baly, 1875)
- Callidemum discorufa (Lea, 1903)
- Callidemum dives (Baly, 1859)
- Callidemum elegans Baly
- Callidemum flavicornis (Jacoby, 1894)
- Callidemum fulvitarsis (Jacoby, 1898)
- Callidemum hypochalceum
- Callidemum gibbosum (Baly, 1862)
- Callidemum iridipennis Weise, 1923
- Callidemum lateralis (Lea, 1903)
- Callidemum leai (Lhoste, 1934)
- Callidemum limbata (Baly, 1875)
- Callidemum monteithi Daccordi, 2003
- Callidemum nitidiceps (Lea, 1915)
- Callidemum olivacea (Jacoby, 1895)
- Callidemum ornata (Baly, 1859)
- Callidemum parryi (Baly, 1866)
- Callidemum poroptera (Baly, 1856)
- Callidemum prasina (Baly, 1856)
- Callidemum pretiosa (Baly, 1856)
- Callidemum subcincta Weise, 1923
- Callidemum tibialis (Lea, 1916)